# シュガープラム
シュガープラム（英語: Sugar plum）は、小さな球形または楕円形をした砂糖がけの菓子で、ドラジェまたはハードキャンディの一種とされる。
名前に「プラム」とつくが、これは必ずしも果物のプラムを意味するわけではなく、プラムのように小さい球形または楕円形をしたもの、という意味である。伝統的なシュガープラムには果物を含まないただの堅い砂糖がけであることもある。こういったものはコンフィットに分類され、種子、ナッツ、またはスパイスを砂糖がけにしてあることが多い。

## 歴史
1609年の料理本、Delights for Ladies は、果物の砂糖煮を「プラムを保存する最も親切な方法」と説明している。シュガープラムという語は、16世紀までにさまざまな果物やナッツ、根茎の砂糖煮を指す言葉として使われていた。
シュガープラムという語が一般に広く使われるようになったのは17世紀のことである。当時はハードドラジェすなわちシュガープラムの堅い砂糖がけの層を作るのに、パンニングという手間暇のかかる労働集約的な工程が必要であった。この工程が機械化されるまで、パンニングには数日かかるのが普通だったため、シュガープラムは高級品であった。実際、18世紀のイギリスでは「プラム」が多額の金銭または賄賂を表す俗語になっていたほどである。しかし、1860年代までにはシュガープラムは蒸気熱と機械化された回転鍋を用いて作られるようになり、大量生産・大量消費が可能になった。
今日では、一部のキャンディーメーカーが「シュガープラム」の文字通りにプラム風味のプラム型のキャンディーを製造し、「シュガープラムキャンディー」という名称で販売している。
また、家庭向けの「シュガープラム」のレシピにおいては、刻んだドライフルーツとアーモンドに蜂蜜と香りのある種子（アニス、フェンネル、キャラウェイ、カルダモン）を加えて混ぜたものをボール状に成型し、砂糖または刻んだココナッツでコーティングしたものを指す。

## 大衆文化において
シュガープラムは、チャイコフスキー作曲のバレエ『くるみ割り人形』に登場するシュガープラムの精（原語であるフランス語ではドラジェの精："la Fée-Dragée" だが、日本語では金平糖の精、英語ではシュガープラムの精："Sugar plum fairy" と訳される）やクレメント・C・ムーアの詩 "A Visit from St. Nocholas"（日本では「クリスマスのまえのばん」） の一節、"While visions of sugar plums danced in their heads,"（頭の中でシュガープラムが踊っていて）などのように、クリスマスと関連した言葉である。
このほか、ユージン・フィールドの詩 "The Sugar Plum Tree" やアメリカのジャズピアニスト、ビル・エヴァンスが1971年に作曲したジャズソング "Sugar Plum"、2000年に結成されたノルウェーのフォーク＆ポップバンド Sugar Plum Fairies などにも「シュガープラム」の名が使われている。